# Doriana Mandrelli Fuksas
Doriana Mandrelli Fuksas (geboren als Doriana Orietta Mandrelli am 9. März 1955 in Rom) ist eine italienische Architektin, Architekturhistorikerin und Designerin. Sie ist Partnerin von Massimiliano Fuksas im Architekturbüro Studio Fuksas.

## Leben

### Ausbildung
Doriana Mandrelli studierte Architekturgeschichte an der Universität La Sapienza in Rom und schloss das Studium 1979 ab. 2007 machte sie ihren Abschluss in Architektur an der École Spéciale d’Architecture (ESA) in Paris.

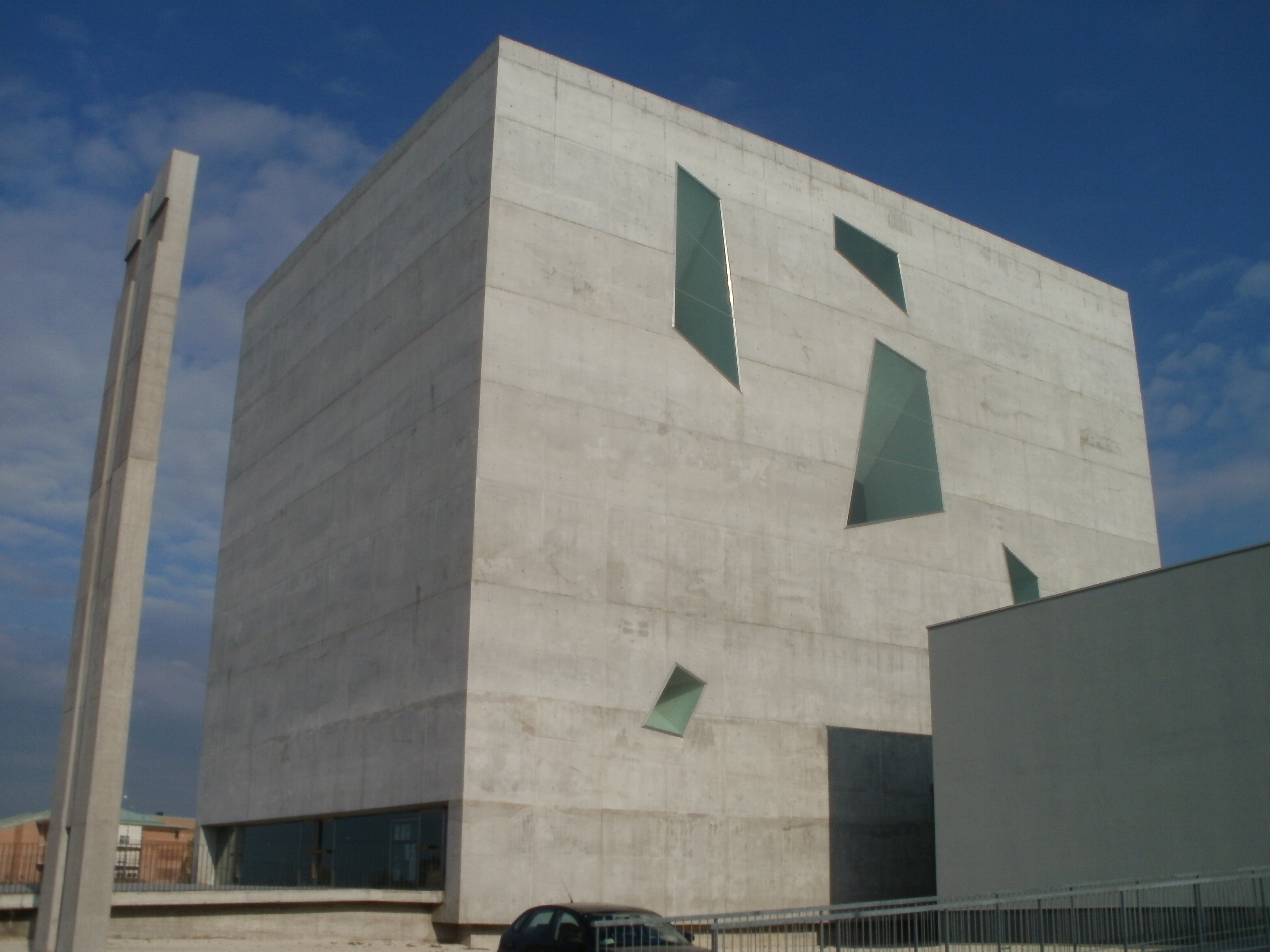
San Paolo Apostolo, Foligno, Italien

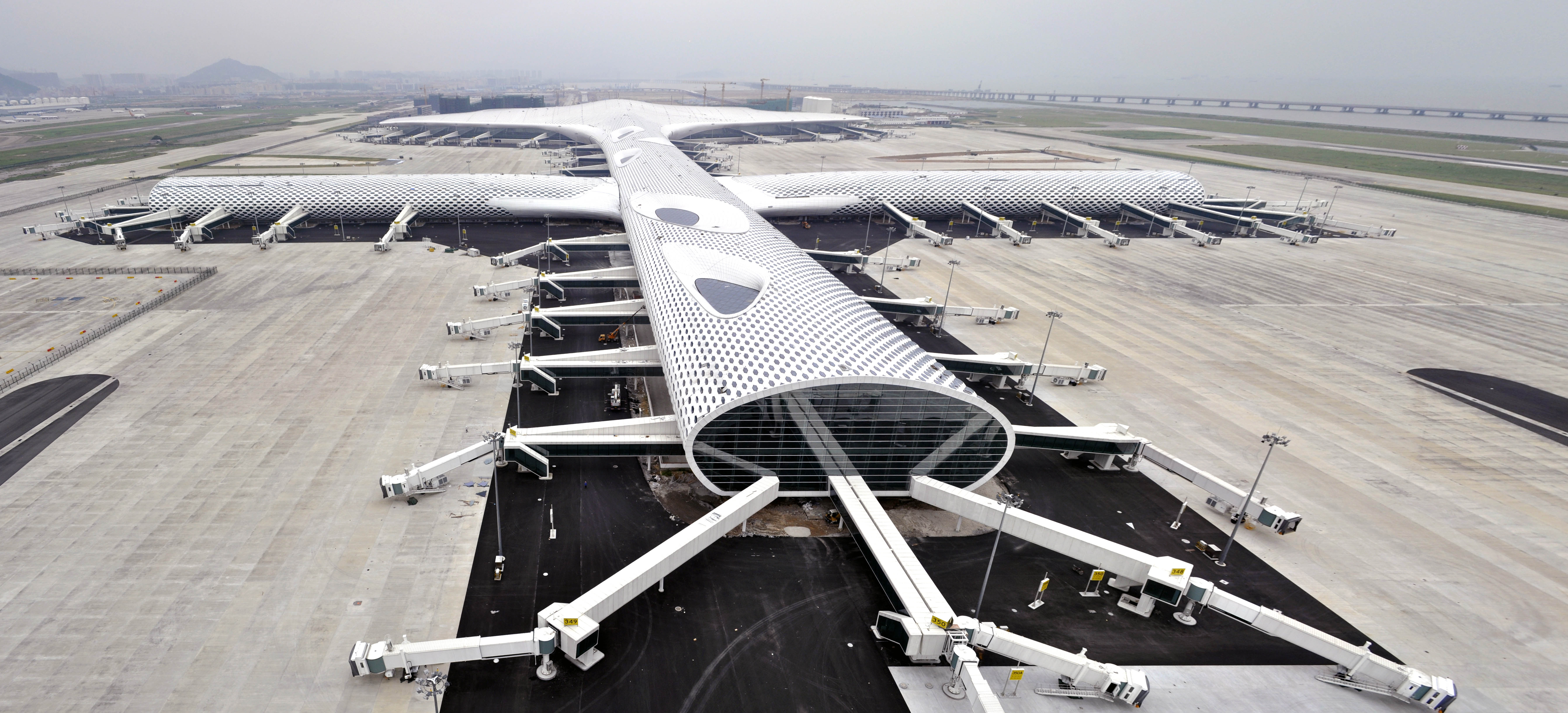
Shenzhen Bao'an International Airport, Terminal 3, Shenzhen, China

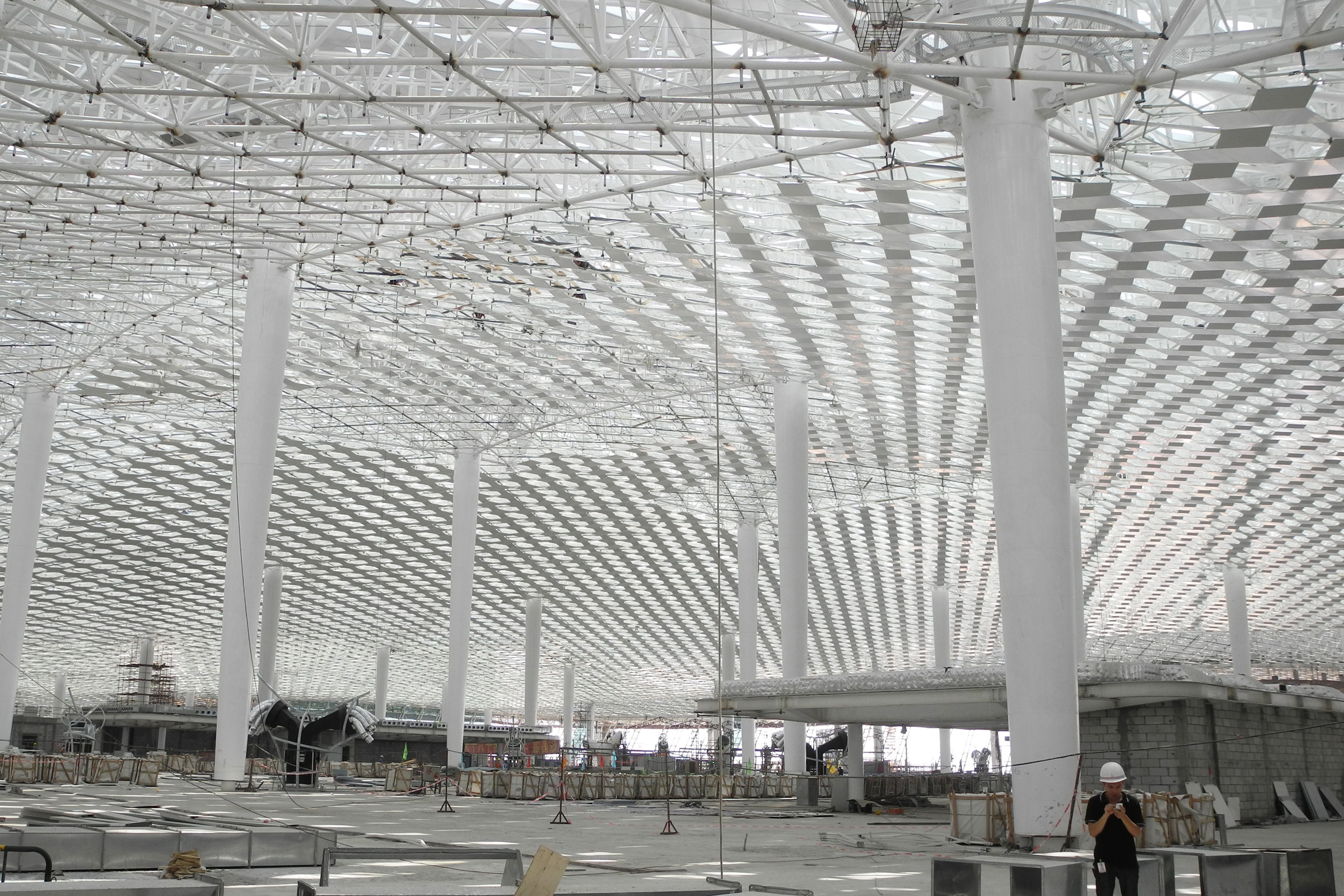
Shenzhen Airport, Terminal 3, China

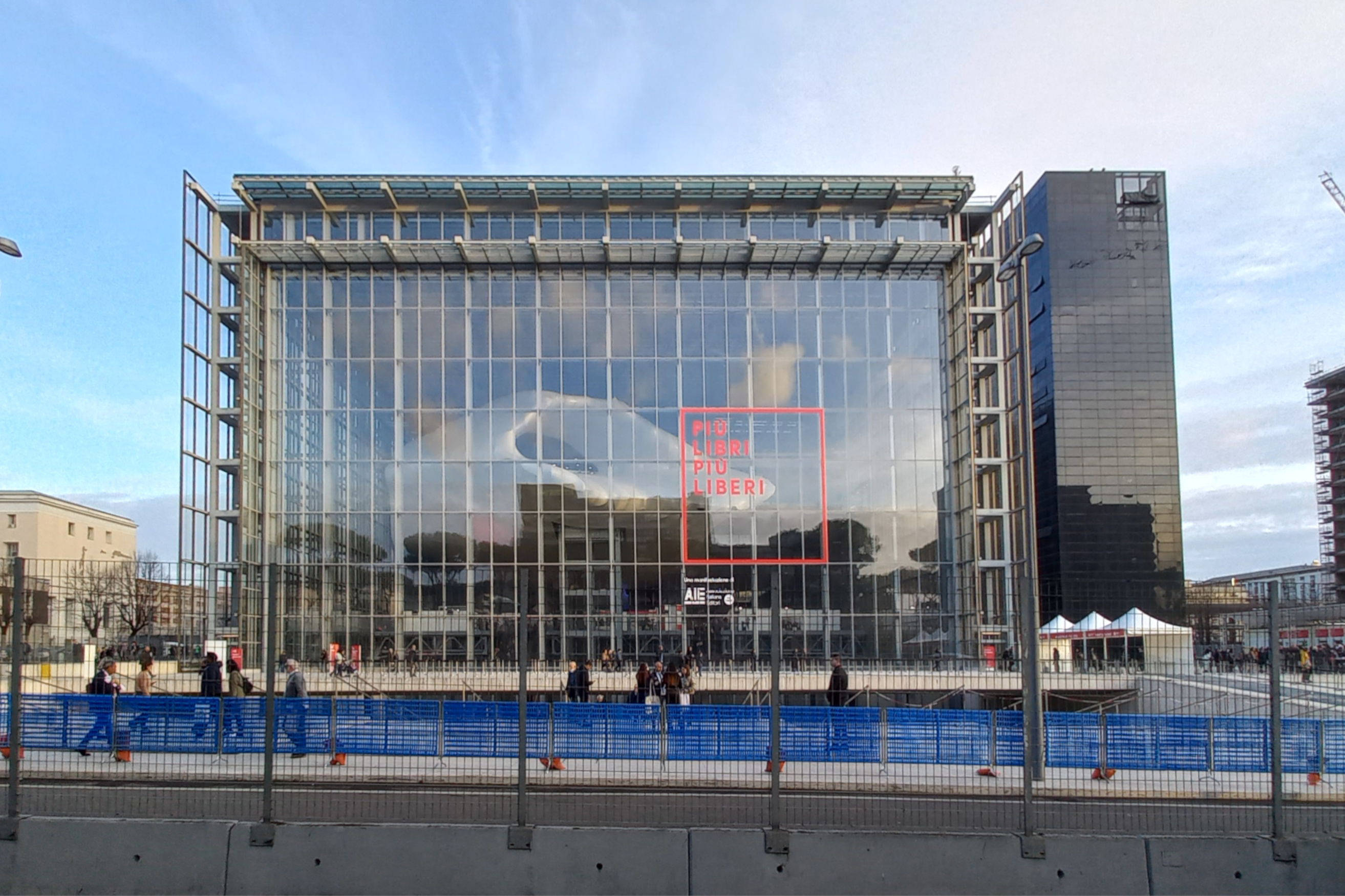
The Cloud, Kongresshalle, EUR, Rom

### Studio Fuksas
Sie heiratete den Architekten Massimiliano Fuksas und war ab 1985 seine Mitarbeiterin im Studio Fuksas, das er noch bis 1988 mit seiner 1. Frau, der Architektin Anna Maria Sacconi gemeinsam führte. 1997 wurde sie Leiterin von Fuksas Design. Studio Fukas unterhält Architekturbüros in Rom, Paris und Shenzhen und hat ein Team von 170 Fachleuten. Seit seiner Gründung hat das Büro mehr als 600 Projekte auf allen Kontinenten realisiert und zahlreiche internationale Auszeichnungen erhalten. Das Büro hat Museen, Flughäfen, Kultureinrichtungen und Firmengebäude entworfen. Es legt Wert darauf, auch die Inneneinrichtung zu gestalten. Massimiliano und Doriana Fuksas entwerfen zudem Möbel und Einrichtungsgegenstände für namhafte Firmen wie Poltrona Frau, Anonima Castelli oder Alessi. Im Rahmen ihrer Schmuckkollektion entwarf Doriana 2006 eine limitierte Kollektion in Zusammenarbeit mit dem Künstler Mimmo Paladino.
Massimiliano und Doriana Fuksas arbeiten beim Entwurf ihrer Projekte eng zusammen. Aufsehen erregte etwa der Wiederaufbau der Kirche San Paolo Apostolo in Foligno nach einem Erdbeben, der 2009 fertiggestellt wurde. Ebenfalls 2009 wurde der dritte Armani Armani Store Fifth Avenue eröffnet. Der Stahl-Glas-Kubus enthält im Inneren vier kurvige Stockwerke, die seitlich nicht abgegrenzt sind und mit kurvigen Treppenskulpturen verbunden werden. 2012 wurde das Terminal 3 des internationalen Flughafens Shenzhen Bao'an in Shenzhen in China eröffnet. Nach 16 Jahren Planung und Bauzeit stellte Studio Fuksas in der römischen Retorten-Stadt EUR ein Kongresszentrum mit Hotel, namens The Cloud, fertig. In dem Glas-Stahl-Kubus wurde viermal mehr Stahl verbaut als im Eiffelturm. Im Inneren ist ein kokonartiges Gebilde aufgehängt. Das Gebäude ist erdbebensicher.
Doriana Fuksas war Mitglied der Ausstellungskommission der 7. Internationalen Architekturbiennale Venedig im Jahr 2000 mit dem Motto Less esthetics, more ethics. Als Kuratorin was sie für vier Sonderprojekte zuständig: Jean Prouvè, Jean Maneval, den Friedenspavillon und die Architektur der Räume für zeitgenössische Kunst.

### Lehrbeauftragte
Doriana Fuksas unterrichtete Kunstgeschichte und Industriedesign an der Universität La Sapienza.

### Privates
Massimiliano und Doriana Fuksas haben zwei Töchter: die Regisseurin Elisa Fuksas und die Schmuckdesignerin Lavinia Fuksas. Nach knapp 30 Jahren standesamtlicher Ehe beschloss das Paar sich in der Capella dei Pazzi von Santa Croce Florenz katholisch trauen zu lassen, obwohl Massimiliano Fuksas erklärter Atheist ist.

## Ehrungen
- 2002: Offizier des französischen Ordre des Arts et des Lettres
- 2013: Kommandeur des französischen Ordre des Arts et des Lettres
- 2019: Ritter der französischen Ehrenlegion[18]

2018 vergab das italienische Istituto Nazionale di Architettura (IN/ARCH) den Premio alla Carriera Architettura für sein Lebenswerk an Massimiliano Fuksas. Daraufhin organisierten RebelArchitette und Voices of Women Architects (VOW) einen Flashmob während der Architekturbiennale Venedig 2018 und starteten eine Petition mit der Forderung, dass Doriana Fuksas, die seit 1985 im Studio Fuksas mitarbeite, die gleiche Anerkennung für ihr Lebenswerk gebühre. Namhafte Fachleute wie Massimiliano Fuksas, Denise Scott Brown, Rem Koolhaas, Bjarke Ingels, Paola Antonelli, Beatriz Colomina, Gisue Hariri, and Toshiko Mori schlossen sich der Petition an. Das INARCH blieb bei seiner Entscheidung mit der Begründung, dass Massimiliano Fuksas mit seinem Schaffen 15 Jahre früher angefangen hätte und das Lebenswerk nicht vergleichbar wäre.

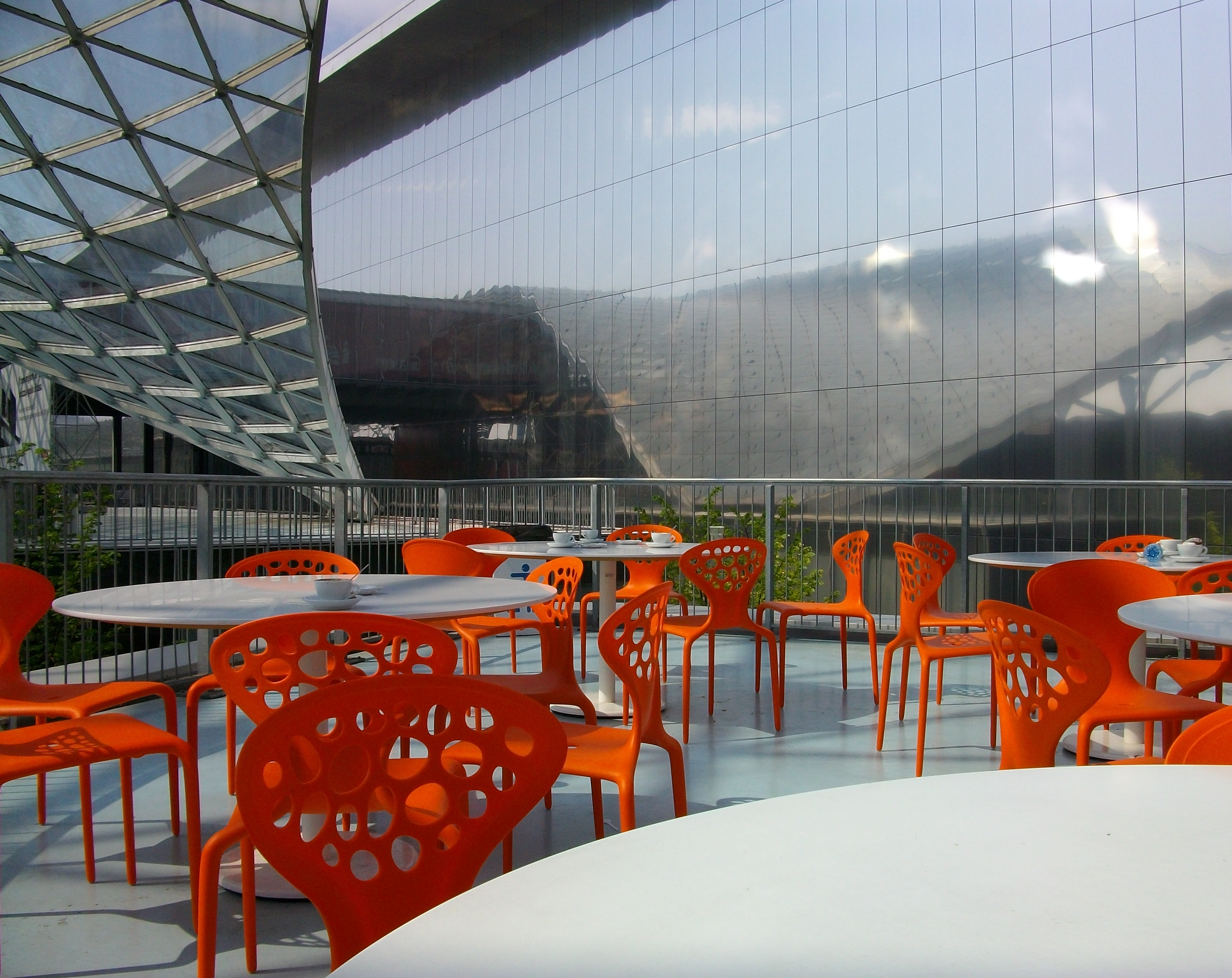
Fieramilano Rho Pero

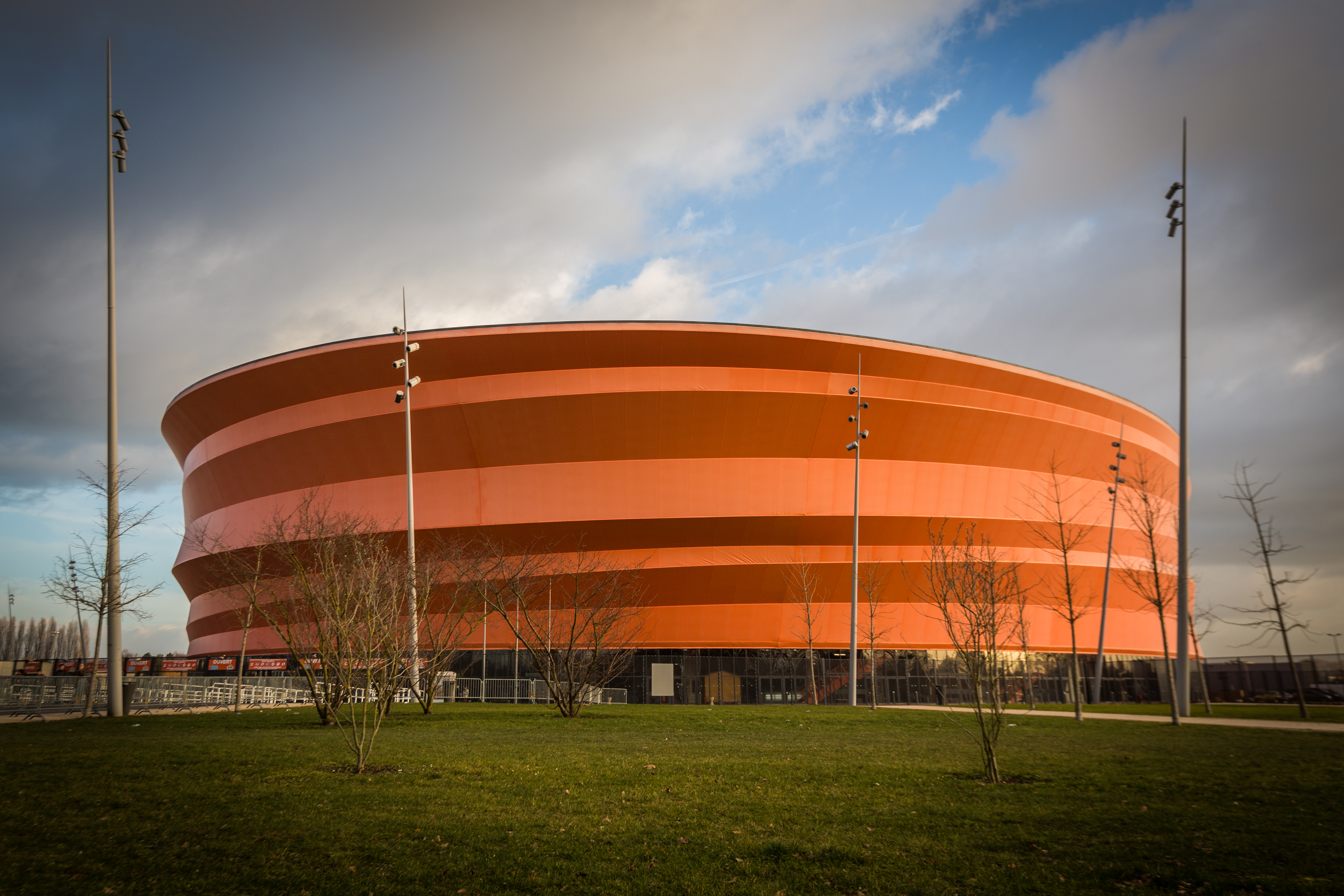
Zénith de Strasbourg Europe

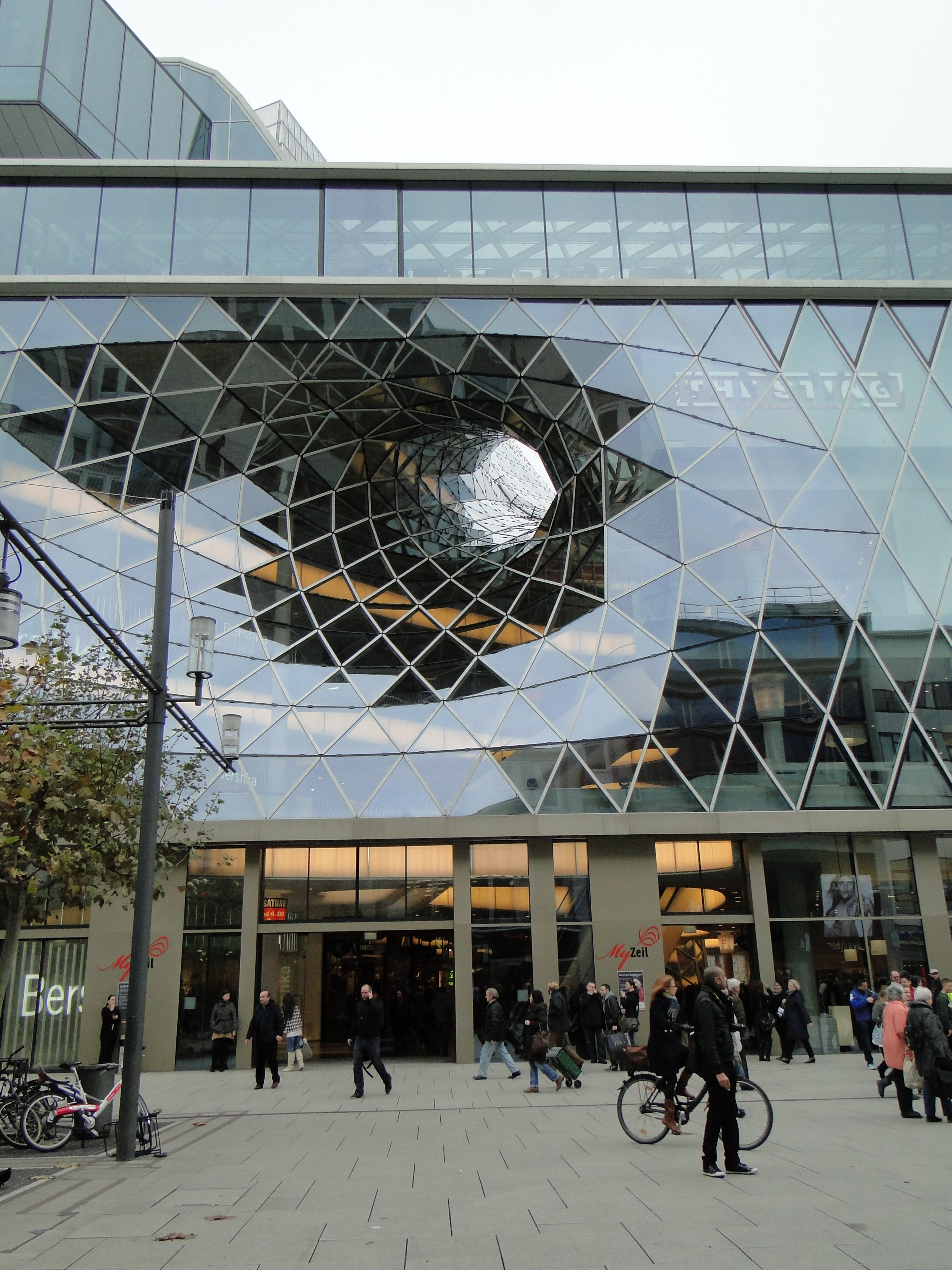
MyZeil, Frankfurt am Main

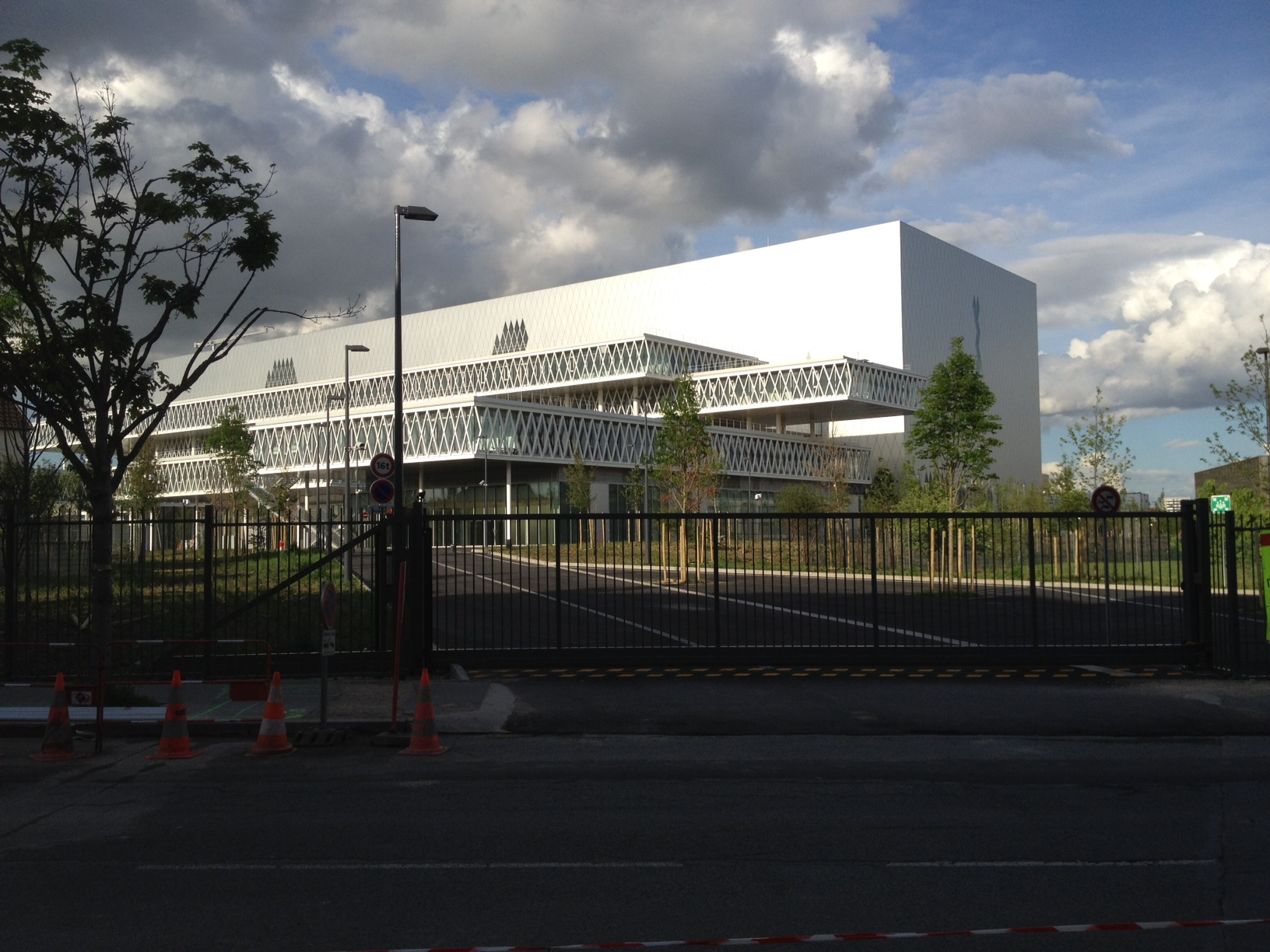
Archives nationales, Pierrefitte-sur-Seine

## Projekte und Preise (Auswahl)
Gebäude
- 1997: Europark 1, Einkaufszentrum, Salzburg[22]
- 2004: Verwaltungs- und Entwicklungszentrum von Ferrari in Maranello, Italien[23]
  - 2005: National Award for Architecture In/Arch – Ance
- 2006: Fieramilano Rho Pero, Messegelände in Rho und Pero, Mailand[24]
  - 2006: Erster Preis der Awards for Excellence Europe des Urban Land Institute (ULI) in Washington D. C.
  - 2014: Erste nachhaltige europäische Messe – LEED EB:O&M certification für die Neue Messe Mailand, Italien
- 2005: Europark 2, Erweiterung des Einkaufszentrums und Theater in Salzburg[25]
  - 2007: Erster Preis der European Shopping Centre Awards, Design Award in der Kategorie „renovation or expansion of an existing center“ und Sonderpreis für nachhaltiges Design des International Council of Shopping Centers (ICSC)[26]
- 2008: Zénith Strasbourg Europe, Veranstaltungszentrum, Straßburg, Frankreich[27]
  - 2009: Goldmedaille für italienische Architektur
- 2009: Peres Peace House des Peres Center for Peace, Jaffa, Israel[28][29][30][31]
- 2009: Neubau der Kirche San Paolo Apostolo in Foligno, Italien[32]
  - 2009: Ehrenvolle Erwähnung auf der Triennale di Milano
- 2009: MyZeil, Einkaufszentrum, Frankfurt am Main[33]
- 2011: The Cloud, Kongresszentrum und Hotel, EUR, Rom[34][35]
  - 2012: Design Award der britischen Zeitschrift Wallpaper* in der Kategorie Best Building Site
- 2012: Terminal 3 des Shenzhen Bao’an International Airport, Shenzhen, China[36][37][38]
  - 2013: Best Transportation Space im Rahmen der Idea-Top Awards
  - 2014: A+ Award und A+ Popular Choice Award der Zeitschrift Architizer in der Kategorie Transportation – Airports
- 2012: Lycée Georges Frêche, Hotelfachschule in Monpellier, Frankreich[39]
- 2016: Archives Nationales, französisches Staatsarchiv, Pierrefitte-sur-Seine, Frankreich[40]
  - 2016: Patrimoine Award in der Kategorie State Cultural Institutions vom französischen Ministerium für Kultur und Kommunikation, Paris

Einrichtungsgegenstände
- 2011: Türgriff Carmen für die Firma Manital[41]
  - 2011: International Design Awards 2009–2010, Los Angeles, USA
- 2013: Waschbecken Impronta für die Firma Catalano[42]
  - 2013: Gold in der Kategorie Innovation in Design – Bathroom Products bei den Designer Kitchen & Bathroom Awards, London, Vereinigtes Königreich
  - 2014: Good Design Award in der Kategorie Bathroom and Accessories vom Chicago Athenaeum Museum of Architecture and Design and Metropolitan Arts, Chicago, USA
- 2016: Lampe Chantal für die Firma Slamp[43]
  - 2016: Besondere Erwähnung in der Kategorie Beleuchtung des German Design Award vom Rat für Formgebung, Frankfurt am Main